# James Bouknight
James David Bouknight, född 18 september 2000 i Brooklyn i New York, är en amerikansk professionell basketspelare (SG/PG) som spelar för Portland Trail Blazers i National Basketball Association (NBA). Han har tidigare spelat för Charlotte Hornets.
Bouknight draftades av Charlotte Hornets i första rundan i 2021 års draft som elfte spelare totalt.
Innan han blev proffs studerade Bouknight vid University of Connecticut och spelade för universitetets idrottsförening Connecticut Huskies.